# Savalas Clouting
Savalas Jose Fransisco Clouting (ur. 8 września 1975 w Ipswich) – brytyjski żużlowiec.

## Życiorys
Dwukrotny medalista młodzieżowych indywidualnych mistrzostw Wielkiej Brytanii: złoty (1996) oraz brązowy (1995). Uczestnik finału indywidualnych mistrzostw Wielkiej Brytanii (Coventry 1998 – VIII miejsce). Trzykrotny medalista drużynowych mistrzostw Wielkiej Brytanii: dwukrotnie złoty (1998, 2002) oraz brązowy (2000).
Uczestnik finału indywidualnych mistrzostw świata juniorów (Tampere 1995 – X miejsce). Uczestnik finału zamorskiego, eliminacji indywidualnych mistrzostw świata (Poole 1998 – XII miejsce).
W lidze brytyjskiej reprezentant klubów Ipswich Witches (1992-1996, 1998-2001), Poole Pirates (1997, 2000), Arena Essex Hammers (2000) oraz Eastbourne Eagles (2000, 2002).